# Canton de Gentioux-Pigerolles
Le canton de Gentioux-Pigerolles est une ancienne division administrative française située dans le département de la Creuse et la région Limousin.

## Géographie
Ce canton est organisé autour de Gentioux-Pigerolles dans l'arrondissement d'Aubusson. Son altitude varie de 525 m (Faux-la-Montagne) à 929 m (Gentioux-Pigerolles) pour une altitude moyenne de 751 m.

## Administration

### Conseillers généraux de 1833 à 2015
| Période | Période      | Identité                                         | Étiquette                  | Qualité |
| ------- | ------------ | ------------------------------------------------ | -------------------------- | --- |
| 1833    | 1845         | Pierre Barjon                                    | Majorité constitutionnelle | Notaire à La Nouaille |
| 1845    | 1848         | Etienne Coutisson-Dumas                          |                            | Ancien officier Maire de Gentioux |
| 1848    | 1852         | Jean Léopold Dayras                              | Bonapartiste               | Avocat puis juge au Tribunal civil, conseiller municipal d'Aubusson |
| 1852    | 1856 (décès) | Etienne Coutisson-Dumas                          |                            | Ancien officier Maire de Gentioux |
| 1856    | 1859 (décès) | Jean-Emile Maingonnat                            |                            | Avocat, maire d'Aubusson (1857-1858) |
| 1859    | 1871         | Jean Léopold Dayras                              | Bonapartiste               | Juge au Tribunal d'Aubusson |
| 1871    | 1880         | Philippe Dupic (petit-fils de E.Coutisson-Dumas) | Républicain Droite         | Propriétaire à Gentioux |
| 1880    | 1884 (décès) | Armand Gervais de Lafond                         | Républicain                | Propriétaire du domaine de Thézillat maire de Faux-la-Montagne (1878-1884) |
| 1884    | 1898         | Philippe Dupic                                   | Républicain Droite         | Propriétaire à Gentioux |
| 1898    | 1940         | François Faissat (1862-1944)                     | Rad.ind.                   | Marchand de vin, agriculteur Maire de Faux-la-Montagne Nommé membre de la Commission administrative départementale en 1941 Nommé conseiller départemental en 1942 Décédé en 1944 |
|         |              |                                                  |                            | |
| 1945    | 1967         | Jules Coutaud                                    | SFIO                       | Maréchal-ferrant Maire de Gentioux-Pigerolles (1920-1965) |
| 1967    | 1973         | Emile Faissat (fils de F.Faissat)                | SFIO puis PS               | Marchand de vin Maire de Faux-la-Montagne |
| 1973    | 1994 (décès) | Pierre Laurent                                   | PS                         | Militaire puis secrétaire de la DDASS Maire de Féniers |
| 1994    | 2005 (décès) | Pierre Gourdy                                    | DVD puis UMP               | maire de La Nouaille |
| 2005    | 2015         | Jean-Luc Léger                                   | PS                         | adjoint au maire de Saint-Marc-à-Loubaud, maire de 2014 à 2020 Elu en 2015 dans le canton de Felletin                                                                            |

### Élection cantonale de mars 2004
- 1er tour

| Nom                   | Parti politique | fonction                  | score obtenu |
| --------------------- | --------------- | ------------------------- | ------------ |
| M Pierre Gourdy       | UMP             | maire de La Nouaille      | 48,82 %      |
| M François Chatoux    | PS              | maire de Faux-la-Montagne | 40,20 %      |
| Mme Jocelyne Thevenot | Divers gauche   | néant                     | 10,98 %      |

Il y a donc eu ballotage.
- 2e tour :

| Nom              | Parti politique | score obtenu | résultat |
| ---------------- | --------------- | ------------ | -------- |
| François Chatoux | PS              | 45,07 %      | battu    |
| Pierre Gourdy    | UMP             | 54,93 %      | réélu    |

M Pierre Gourdy avait donc été réélu conseiller général du canton mais à la suite de son décès une élection partielle a eu lieu les 3 et 10 avril 2005.

### Élection cantonale partielle d'avril 2005
- 1er tour 3 avril 2005

| Nom                        | Parti politique | score obtenu |
| -------------------------- | --------------- | ------------ |
| M. Patrick Thevenot        | PC              | 8,8 %        |
| M. Jean-Luc Léger          | PS              | 27,0 %       |
| M. François Chatoux        | Divers gauche   | 20,3 %       |
| M. Nicolas Parureau-Mirand | Les Verts       | 7,4 %        |
| M. Jacques Georget         | Divers Droite   | 31,5 %       |
| M. Pierre Morel            | Divers Droite   | 5,0 %        |

Il y a donc eu ballotage.
- 2e tour  du 10 avril 2005 avec une triangulaire:

| Nom                 | Parti politique | score obtenu | résultat |
| ------------------- | --------------- | ------------ | -------- |
| M. Jean-Luc Léger   | PS              | 40,3 %       | élu      |
| M. François Chatoux | Divers gauche   | 22,7 %       | battu    |
| M. Jacques Georget  | Divers Droite   | 37,0 %       | battu    |

M. Jean-Luc Léger est donc le nouveau conseiller général du canton de Gentioux-Pigerolles.

### Conseillers d'arrondissement (de 1833 à 1940)
| Période                                  | Période | Identité                    | Étiquette | Qualité |
| ---------------------------------------- | ------- | --------------------------- | --------- | --- |
| 1833                                     | 1848    | François Dufour (1786-1865) |           | Géomètre, propriétaire à La Vareille, maire de Gentioux                                                     |
|                                          |         |                             |           | |
| 1925                                     | 1940    | Antoine Urbain              | SFIO      | Propriétaire à Gentioux                                                                                     |
| 1940                                     |         |                             |           | Les conseils d'arrondissement ont été suspendus par la loi du 12 octobre 1940 et n'ont jamais été réactivés |
| Les données manquantes sont à compléter. |         |                             |           | |

## Composition
Le canton de Gentioux-Pigerolles groupe 7 communes et compte 1 424 habitants (recensement de 2007 population municipale).
| Communes             | Population (2012) | Code postal | Code Insee |
| -------------------- | ----------------- | ----------- | ---------- |
| Faux-la-Montagne     | 366               | 23340       | 23077      |
| Féniers              | 86                | 23100       | 23080      |
| Gentioux-Pigerolles  | 376               | 23340       | 23090      |
| Gioux                | 171               | 23500       | 23091      |
| La Nouaille          | 245               | 23500       | 23144      |
| Saint-Marc-à-Loubaud | 134               | 23460       | 23212      |
| La Villedieu         | 46                | 23340       | 23264      |

## Démographie
| 1975  | 1982  | 1990  | 1999  | 2006  | 2011  | 2012  |
| ----- | ----- | ----- | ----- | ----- | ----- | ----- |
| 1 782 | 1 578 | 1 485 | 1 487 | 1 424 | 1 454 | 1 458 |